# Руђету (Михаешти)
Руђету (рум. Rugetu) насеље је у Румунији у округу Валча у општини Михаешти. Oпштина се налази на надморској висини од 216 m.

## Становништво
Према подацима из 2002. године у насељу је живело 233 становника, од којих су сви румунске националности.